# Jordan Geist
Jordan Geist (Fort Wayne, Indiana, 10 de junio de 1997) es un baloncestista estadounidense que pertenece a la plantilla del NPC Rieti de la Serie A2 italiana. Con 1,88 metros de estatura, juega en la posición de escolta.

## Trayectoria deportiva

### Universidad
Es un jugador natural de Fort Wayne, Indiana, formado en Ranger Community College antes de ingresar en 2016 en la Universidad de Misuri en Columbia (Misuri) donde jugó durante 3 temporadas en los Missouri Tigers, desde 2016 a 2019.

#### Estadísticas
| Año     | Equipo   | PJ | PT | MPP  | %TC  | %3P  | %TL  | RPP | APP | ROB | TPP | PPP  |
| ------- | -------- | -- | -- | ---- | ---- | ---- | ---- | --- | --- | --- | --- | ---- |
| 2016-17 | Missouri | 32 | 14 | 22,1 | 36,3 | 28,6 | 75,5 | 3,0 | 2,0 | 0,7 | 0,0 | 7,0  |
| 2017-18 | Missouri | 33 | 11 | 26,1 | 43,7 | 36,7 | 70,0 | 3,8 | 2,9 | 0,8 | 0,0 | 7,3  |
| 2018-19 | Missouri | 32 | 32 | 33,8 | 44,0 | 35,3 | 75,8 | 4,6 | 3,0 | 1,1 | 0,0 | 14,8 |
| Total   | Total    | 97 | 57 | 27,3 | 41,9 | 34,2 | 74,1 | 3,8 | 2,6 | 0,9 | 0,0 | 9,7  |

### Profesional
Tras no ser elegido en el Draft de la NBA de 2019, en la temporada 2019-20 firmó por el Gladiators Trier de la ProA (Basketball Bundesliga) alemana.
En la temporada 2020-21, Geist firmó por el MLP Academics Heidelberg de la ProA (Basketball Bundesliga) alemana, con el que logró al término de la temporada el ascenso a la Basketball Bundesliga.
En la temporada 2021-22, forma parte de la plantilla del MLP Academics Heidelberg, recién ascendido a la Basketball Bundesliga.
El 13 de agosto de 2022 fichó por el NPC Rieti de la Serie A2 italiana.